# The Village Sessions
Albums de John Mayer
Continuum
(2006) Where The Light Is
(2008)
The Village Sessions est un album de John Mayer. Il est sorti peu de temps après Continuum et se caractérise par le fait qu'il soit entièrement acoustique.
Pour réaliser cet album, Mayer a collaboré avec les deux autres membres du John Mayer Trio : Steve Jordan et Pino Palladino. Mais également Robbie McIntosh, Ricky Peterson et avec Ben Harper pour une version inédite de Waiting On The World To Change.
L'album enregistré au Village Recorder de Los Angeles contient 6 titres.

## Liste des titres
1. Waiting on the World to Change (avec Ben Harper) - 2:53
2. Belief - 3:43
3. Slow Dancing In a Burning Room - 3:54
4. Good Love is On the Way - 3:25
5. I'm Gonna Find Another You - 2:45
6. In Repair - 5:48